# إليزابيث ألمادا
إليزابيث ألمادا (بالإسبانية: Elizabeth Almada)‏ هي رامية القرص أرجنتينية، ولدت في 1980 في بوينس آيرس في الأرجنتين.